# María Denis
Pour les articles homonymes, voir Denis.
María Esther Beomonte, connue sous le nom de scène María Denis (née le 22 novembre 1916 à Buenos Aires, en Argentine et morte le 15 avril 2004 à Rome) est une actrice italienne.

## Biographie
Née à Buenos Aires de parents italiens, María Beomonte passe son enfance en Argentine, avant de venir s'installer avec sa famille en Italie, en 1931.
En 1932, encore adolescente, elle est remarquée par Mario Camerini, qui lui donne un petit rôle dans Les Hommes, quels mufles ! (Gli uomini, che mascalzoni...) au côté d'un autre débutant, Vittorio De Sica, qui sera, par la suite, son partenaire dans plusieurs autres films.
En 1933, Maria, qui a pris le nom de scène María Denis, obtient son premier grand rôle dans Treno popolare, une comédie typiquement italienne, de Raffaello Matarazzo.

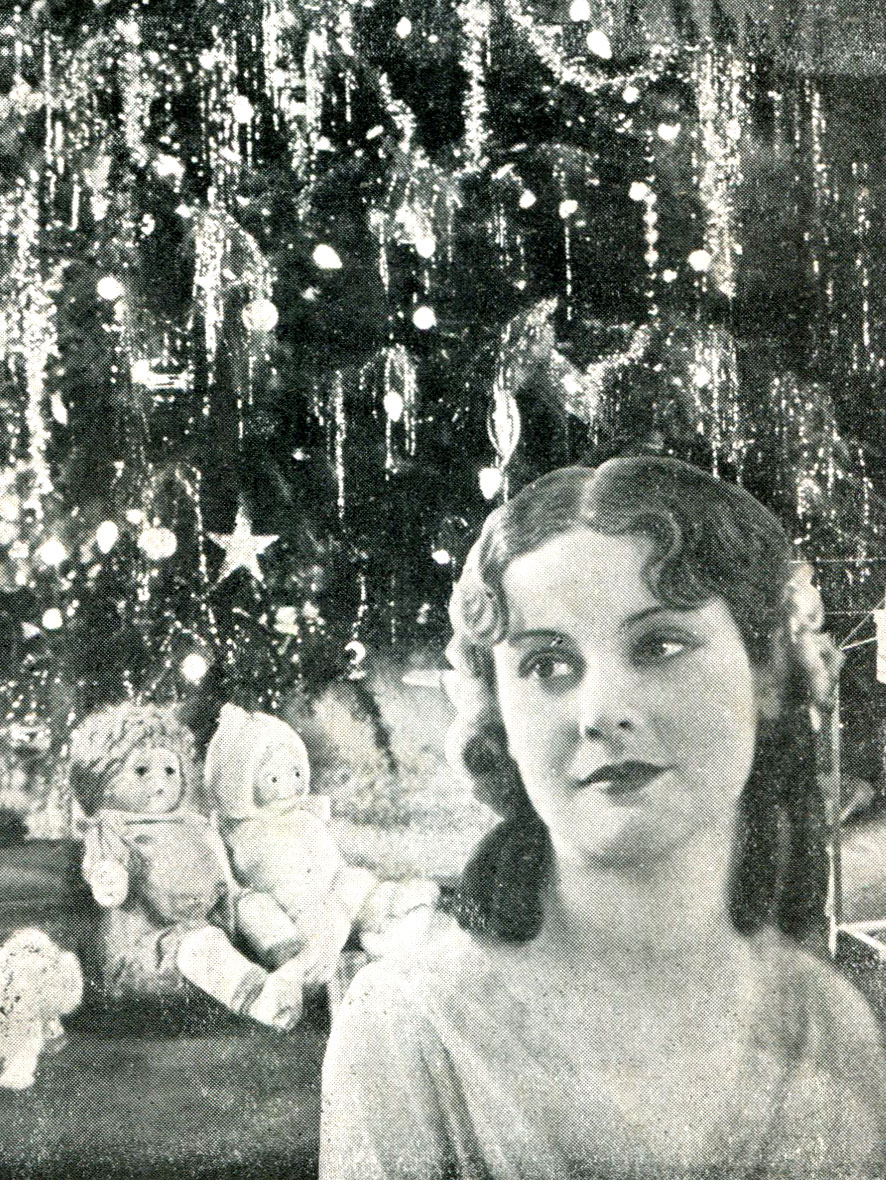
Maria Denis en 1933.

Dans les années 1930, elle tourne avec les plus grands réalisateurs italiens, dans des films qui obtiennent beaucoup de succès et la rendent très populaire : Seconda B de Goffredo Alessandrini (1934), 1860 d'Alessandro Blasetti (1934), Laurent de Médicis de Guido Brignone (1937), Napoli d’altri tempi d'Amleto Palermi (1937), La Comtesse de Parme (La contessa di Parma) d'Alessandro Blasetti (1937), Le due madri (it) d'Amleto Palermi (1938), Il documento (it) de Mario Camerini (1938) ou encore Les Cadets de l'Alcazar (L'Assedio dell'Alcazar) d'Augusto Genina (1939). Elle devient ainsi l'héroïne préférée des Italiens dans les comédies alors à la mode.
Très proche de Luchino Visconti (dont elle est amoureuse sans espoir), Maria Denis lui sauvera la vie durant la République de Salò. En effet quand le réalisateur entra dans la clandestinité puis fut arrêté, il lui avait laissé le soin de gérer toutes ses affaires et sa maison de via Salaria. C'était Maria qui lui faisait passer l'argent et les papiers qu'il réclamait. Elle se retrouva même en position délicate avec les Allemands lorsqu'ils trouvèrent des papiers compromettant dans la villa de Visconti.
Plus, elle devint sciemment la maîtresse de Pietro Koch, le chef de la police spéciale du régime fasciste finissant. Koch était fou amoureux d'elle et tapissait sa chambre de ses photos depuis plusieurs années. Cet homme d'une cruauté sans égale (il faisait peur même à Mussolini qui finit par le faire arrêter) avait aussi un côté paradoxalement sentimental. Grâce à Maria Denis (qu'il courtisait et menaçait tout à la fois), il accepta de cacher Visconti à la Gestapo et de le transférer dans un couvent sous un faux nom. Elle obtint ainsi de sauver la vie et bientôt la libération de Luchino Visconti.
Mais ce dernier ne lui eut aucune reconnaissance et rompit toute relation avec elle, prétendant devoir sa libération à la seule intervention de sa sœur Uberta qui n'avait en fait que suggéré à Maria Denis de céder aux avances de Koch. Pire, quand Maria Denis fut arrêtée en 1946 et internée pendant 14 jours à la Questure de Rome pour faits de collaboration (dus uniquement à ses relations avec Koch), Luchino Visconti refusa de dire la vérité au grand dam d'une partie de sa famille. Visconti lui fournit un avocat de renom mais rien de plus. Maria Denis a toujours dit que c'était en fait pour s'assurer de son silence et que rien de compromettant ne puisse fuiter. Elle ajouta que l'orgueil de Luchino ainsi que sa légende lui interdisait de laisser dire et savoir qu'il devait la vie à une femme et à la clémence d'un monstre. Libérée faute de preuves suffisantes, la vie de l'actrice fut brisée. Elle se retira du métier et se consacra à sa famille et à la poésie.
Très marquée par cet épisode, elle publia son autobiographie en 1995 dans laquelle, elle écrit : «Visconti  ne fit jamais la moindre allusion au fait que je lui aie sauvé la vie. Son ingratitude fut ma déception la plus grande.» Connue en Italie, cette histoire est complètement ignorée dans le reste de l'Europe et du monde. À noter que Pietro Koch sera arrêté et fusillé à la libération en 1945. Son exécution sera filmée par Luchino Visconti.

## Filmographie

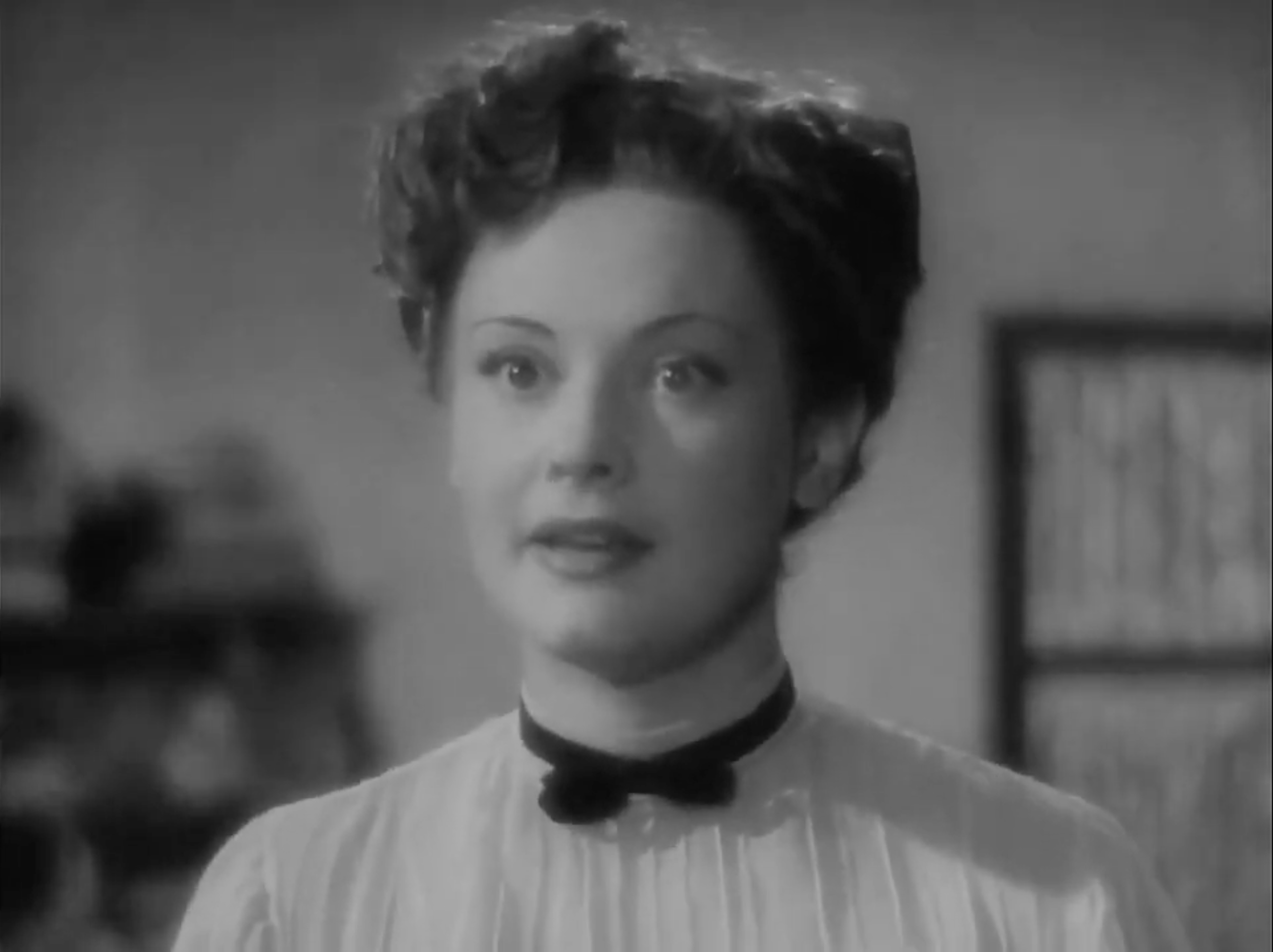
Maria Denis dans Adieu Jeunesse ! (1940).

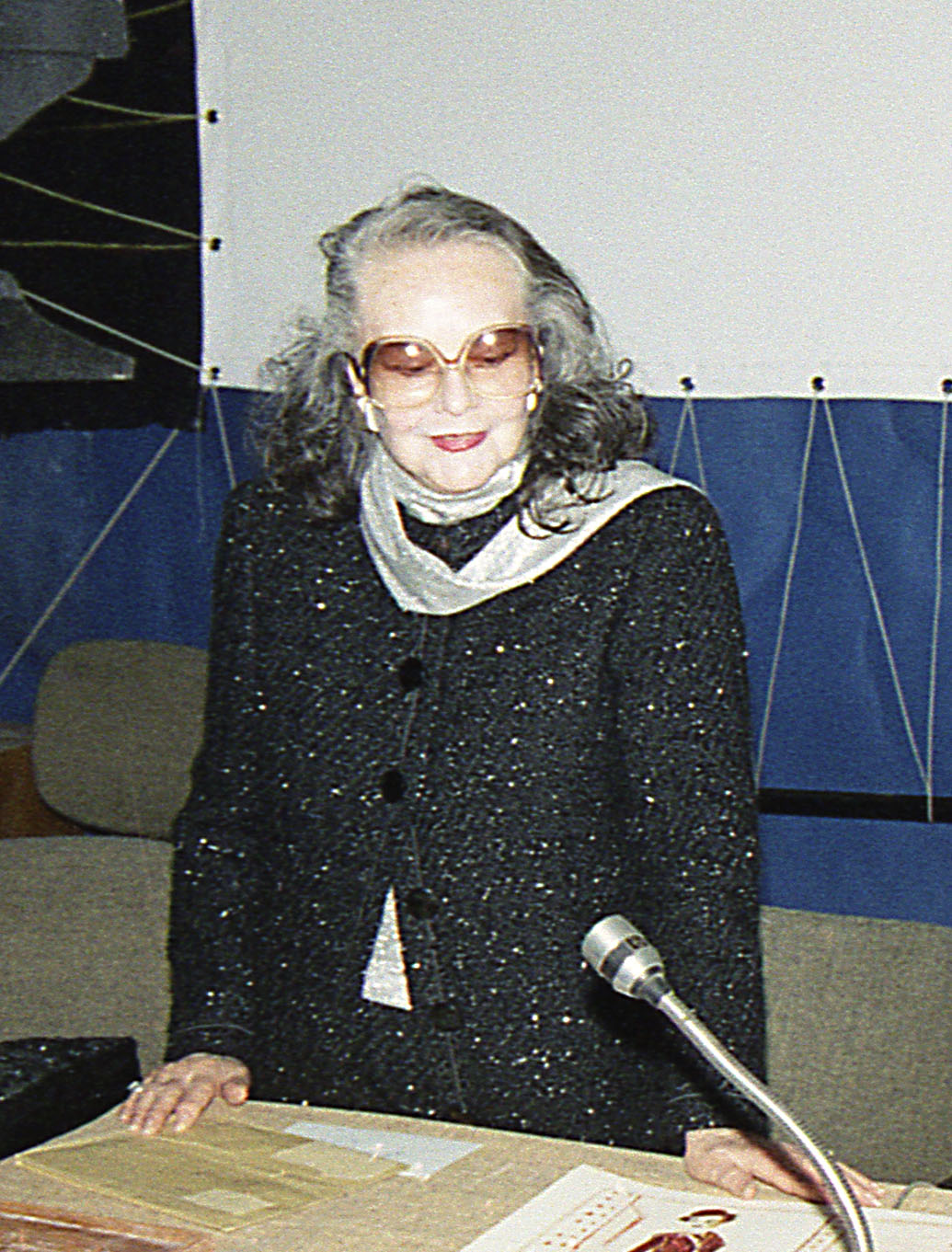
Maria Denis en 2000.

- 1932 : La telefonista, de Nunzio Malasomma (non créditée)
- 1932 : Les Hommes, quels mufles ! (Gli uomini, che mascalzoni...), de Mario Camerini
- 1933 : Creature della notte, d'Amleto Palermi
- 1933 : Treno popolare, de Raffaello Matarazzo
- 1933 : Non c'è bisogno di denaro, d'Amleto Palermi
- 1933 : Villafranca, de Giovacchino Forzano
- 1933 : Piccola mia, de Eugenio De Liguoro
- 1933 : L'impiegata di papà, d'Alessandro Blasetti
- 1933 : Il signore desidera?, de Gennaro Righelli
- 1934 : 1860, d'Alessandro Blasetti
- 1934 : Il paraninfo, d'Amleto Palermi
- 1934 : Seconda B, de Goffredo Alessandrini
- 1934 : Villafranca
- 1935 : La mia vita sei tu, de Pietro Francisci
- 1935 : Il re Burlone, d'Enrico Guazzoni
- 1935 : Lorenzino de' Medici, de Guido Brignone
- 1935 : Fiat voluntas Dei, d'Amleto Palermi
- 1936 : Re di denari, d'Enrico Guazzoni
- 1936 : Joe il rosso, de Raffaello Matarazzo
- 1936 : Ballerine, de Gustav Machatý
- 1937 : Contessa di Parma, d'Alessandro Blasetti
- 1937 : Napoli d'altri tempi, d'Amleto Palermi
- 1937 : I due misantropi, d'Amleto Palermi
- 1937 : Lasciate ogni speranza, de Gennaro Righelli
- 1938 : Hanno rapito un uomo, de Gennaro Righelli
- 1938 : Le due madri (it), d'Amleto Palermi
- 1938 : Partire, d'Amleto Palermi
- 1938 : L'ultima nemica, d'Umberto Barbaro
- 1939 : Belle o brutte si sposan tutte..., de Carlo Ludovico Bragaglia
- 1939 : Il documento de Mario Camerini : Luisa Sabelli
- 1939 :  Chi sei tu?, de Gino Valori
- 1940 : Fortuna, de Max Neufeld
- 1940 : Les Cadets de l'Alcazar (L'Assedio dell'Alcazar), d'Augusto Genina
- 1940 : Pazza di gioia, de Carlo Ludovico Bragaglia
- 1940 : Adieu Jeunesse ! (Addio giovinezza!), de Ferdinando Maria Poggioli
- 1940 : L'Intruse (Abbandono) de Mario Mattoli
- 1940 : La compagnia della teppa, de Corrado D'Errico
- 1940 : L'amore canta, de Ferdinando Maria Poggioli
- 1942 : Oui madame (Sissignora) de Ferdinando Maria Poggioli
- 1942 : I sette peccati, de László Kiss
- 1942 : Le due orfanelle, de Carmine Gallone
- 1942 : La maestrina, de Giorgio Bianchi
- 1943 : Canal Grande, d'Andrea Di Robilant
- 1945 : La Vie de bohème, de Marcel L'Herbier
- 1945 : Sept femmes, sept destins (Nessuno torna indietro) d'Alessandro Blasetti
- 1946 : Malia, de Giuseppe Amato
- 1947 : Cronaca nera, de Giorgio Bianchi
- 1947 : La prigioniera dell'isola, de Marcel Cravenne
- 1947 : Quattro mogli, d'Antonio Del Amo Algara
- 1947 : Nada, d'Edgar Neville
- 1948 : Private Angelo, de Peter Ustinov
- 1948 : Voragine, d'Edgar Neville
- 1949 : La fiamma che non si spegne, de Vittorio Cottafavi
- 1954 : Tempi nostri, d’Alessandro Blasetti